# Kernenergie nach Ländern
Stand Mai 2025 betreiben 31 Staaten weltweit 416 Kernreaktoren mit einer gesamten elektrischen Nettoleistung von 376 Gigawatt.

Stand der wirtschaftlichen Kernenergienutzung weltweit:

Anteil der Kernenergie an der Gesamtstromerzeugung (dunkelgrün: hoch, hellgrün: gering). Stand: Juni 2015

| Laufende Kraftwerke, neue im Bau Laufende Kraftwerke, neue in Planung Keine Kraftwerke, neue im Bau Keine Kraftwerke, neue in Planung | Laufende Kraftwerke, stabil Laufende Kraftwerke, Ausstieg beschlossen Zivile Atomkraft illegal Keine Kraftwerke |

## Geschichte

Zeitliche Entwicklung der Nutzung der Kernenergie zur Stromerzeugung.
Leistung aller neu installierten Kernkraftwerke [durchgezogener Rahmen] bzw. aller zerstörten oder permanent stillgelegten Kernkraftwerke [gepunkteter Rahmen] – aufgeschlüsselt nach Jahren und Staaten. Die Legende gibt die ISO-3166-1-Kodes der Staaten an. Quelle: International Atomic Energy Agency

Mit der zivilen Nutzung der Kernenergie in Kernkraftwerken begann man Mitte der 1950er Jahre. Nach dem Zweiten Weltkrieg war die Nutzung der Kernenergie gesellschaftlich höchst umstritten und wurde mit den Atombombenabwürfen auf Hiroshima und Nagasaki assoziiert. US-Präsident Dwight D. Eisenhower skizzierte 1953 seine Vision einer friedlichen Nutzung der Kernenergie in der Rede Atoms for Peace vor den Vereinten Nationen. Erste kommerzielle Kernkraftwerke waren 1956 die Magnox-Reaktoren des Kernkraftwerk Calder Hall und 1957 der Druckwasserreaktor Kernkraftwerk Shippingport, der von den U-Boot-Reaktoren entlehnt war und die Zukunft der friedlichen Nutzung der Kernenergie bis heute prägt.
1957 wurde zu diesem Zweck die Internationale Atomenergieorganisation (IAEA) gegründet. In den folgenden Jahrzehnten wurden in vielen Industriestaaten Kernkraftwerke gebaut; deren Leistung pro Reaktor wuchs schnell an.
In den 1970er Jahren wurde die Atom-Euphorie von zwei Ölkrisen befeuert, obwohl damals noch wenige Einsatzbereiche von Öl durch elektrische Energie ersetzt werden konnten. In Deutschland wurden elektrische Nachtspeicherheizungen propagiert. Seit den 1970er Jahren gewannen auch Anti-Atomkraft-Bewegungen an Bedeutung, die die zivile Nutzung von Kernenergie (und teilweise auch von Kernwaffen) ablehnten. 1978 beschloss Österreich nach einer Volksabstimmung, das bereits fertiggestellte Kernkraftwerk Zwentendorf nicht in Betrieb zu nehmen; das Land blieb damit atomkraftfrei. Die partielle Kernschmelze im Kernkraftwerk Three Mile Island 1979 verstärkte die Wahrnehmung der Risiken von Kernkraftwerken im öffentlichen Bewusstsein.
1980 beschloss Schweden – als erster Staat – einen Atomausstieg. Er sollte bis zum Jahr 2000 realisiert werden und wurde später revidiert. Italien stieg nach der Reaktorkatastrophe von Tschernobyl unmittelbar aus der Atomkraft aus und ersetzte die wegfallende Leistung weitgehend durch Importe. Weitere Staaten haben die Stilllegung von Kernkraftwerken beschlossen und/oder Neubauten verboten („Moratorium“). In manchen Staaten wurden derartige Beschlüsse verzögert umgesetzt oder revidiert (Ausstieg aus dem Ausstieg, Laufzeitverlängerung).
Ab den 1990er Jahren verlangsamte sich der Ausbau der Atomkraft deutlich. Während zuvor in manchen Jahren über 30 AKW in Betrieb gingen, waren es nach 1990 selten mehr als sechs und 2008 erstmals seit den 1960er Jahren Null. So stieg die installierte Leistung zwischen 1990 und 2005 von 328 GW auf 369 GW an. Infolge der nur niedrigen Zubaurate sowie der Außerbetriebnahme von Reaktoren, insbesondere nach den Kernschmelzen im japanischen Fukushima, betrug 2011 die weltweit installierte Leistung 366 GW.
In den 2000er Jahren wurde in einigen Staaten ein weiterer Ausbau oder ein Neueinstieg in die Kernenergie erwogen. Befürworter der Technologie erwarteten eine weltweite Renaissance der Kernenergie. Der Industrieverband „World Nuclear Association“ beispielsweise vermutete 2008, dass die installierte Leistung von Atomkraftwerken in Deutschland von 20 Gigawatt (2008) auf 20 bis 50 Gigawatt bis 2030 steige. Ob es global gesehen zu einer Renaissance kommt war allerdings umstritten. So kam z. B. Prognos 2009 zu einem gegenteiligen Ergebnis. Trotz der gestiegenen Bautätigkeit würde sich die Zahl der Kernkraftwerke bis 2020 um 22 % reduzieren, bis 2030 rechnete Prognos sogar mit einem Rückgang um 29 %. Tatsächlich blieb die Zahl der Reaktoren bis 2020 konstant, während die installierte Leistung seit 2009 um 4 % anstieg. US-Präsident George W. Bush unterzeichnete 2005 den Energy Policy Act, infolge dessen 13 neue Kernkraftwerke geplant wurden. Es wurde jedoch nur die Investitionsruine Watts Bar 2 fertiggestellt und 4 neue Reaktoren begonnen, deren Bau in einem Desaster endete, das den Erbauer Westinghouse in die Insolvenz führte. Lediglich die 2 Reaktoren in Georgia wurden/werden noch weitergebaut, der Bau von Virgil C. Summer 2 & 3 wurde 2017 eingestellt. Nach den Nuklearunfällen von Fukushima hatten mehrere Staaten ihre Zubaupläne revidiert oder unterzogen sie einer Überprüfung. Nichtsdestotrotz prognostizierte die Unternehmensberatung Roland Berger im März 2014 eine Steigerung der installierten Kernenergieleistung auf 470 bis 637 GW im Jahre 2030.
Die Europäische Kommission unterstützt die wirtschaftliche Nutzung der Kernenergie. Sie hat Pläne für eine grundlegende Überarbeitung des EU-Energiemarktes vorgestellt und hält seit 2007 Kernenergie für eine der Triebkräfte, die Europa mittels einer „dritten industriellen Revolution“ in ein kohlenstoffarmes Zeitalter führen können.
Entwicklung der Kernkraftwerkskapazität im Überblick
| Jahr | Reaktoren   | Leistung (GW) |
| ---- | ----------- | ------------- |
| 1960 | 15          | 1             |
| 1965 | 48          | 6             |
| 1970 | 84          | 18            |
| 1975 | 169         | 70            |
| 1980 | 245         | 133           |
| 1985 | 363         | 246           |
| 1990 | 416         | 318           |
| 1995 | 434         | 341           |
| 2000 | 435         | 350           |
| 2001 | 438         | 353           |
| 2002 | 439         | 357           |
| 2003 | 437         | 360           |
| 2004 | 438         | 365           |
| 2005 | 441         | 368           |
| 2006 | 435         | 370           |
| 2007 | 439         | 372           |
| 2008 | 438         | 371           |
| 2009 | 437         | 371           |
| 2010 | 441         | 375           |
| 2011 | 435*        | 369           |
| 2012 | 437*        | 372           |
| 2013 | 437*        | 372           |
| 2014 | 438*        | 379           |
| 2015 | 441         | 383           |
| 2016 | 447         | 390           |
| 2017 | 448         | 392           |
| 2018 | 450         | 396           |
| 2019 | 443         | 391           |
| 2020 | 442         | 392           |
| 2021 | 442         | 394           |
| 2022 | 439 (422)** | 394 (378)**   |
| 2023 | 412         | 370           |
| 2024 | 417         | 377           |

- Nach dem GAU in Fukushima am 11. März 2011, bei dem vier Reaktoren zerstört wurden, waren zwischenzeitlich alle übrigen 50 japanischen Reaktoren vom Netz gegangen. Von 2015 bis 2019 gingen 8 Reaktoren wieder ans Netz, 21 wurden endgültig abgeschaltet und 25 waren inaktiv. Stand 2022 arbeitete die japanische Regierung daran, möglichst viele davon wieder ans Netz zu bringen.
- Seit 2022 trennt das Power Reactor Information System (PRIS) die aktiven Reaktoren und deren Leistung von denen, die im Langzeitstillstand sind. Die erste Zahl gibt die Reaktoren inkl. der im Langzeitstillstand befindlichen Reaktoren an, damit sie mit den vorherigen Jahren vergleichbar sind. Die Zahl in der Klammer gibt Reaktoren ohne die im Langzeitstillstand befindlichen Reaktoren an.

## Übersicht
Weltweit nutzen 31 von 195 Staaten Kernenergie.
Die folgende Tabelle gibt eine Übersicht über alle Staaten, die Kernenergie nutzen, genutzt haben, nutzen wollen oder ein Atomprogramm begonnen und wieder abgebrochen haben (Stand: 17. Januar 2025).
| Staat                        | Stromerzeugung (2024) | Stromerzeugung (2024) | Reaktoren (Mai 2025) | Reaktoren (Mai 2025) | Reaktoren (Mai 2025) | Reaktoren (Mai 2025) | Reaktoren (Mai 2025) | Status                                                                                                   |
| Staat                        | in TWh                | Anteil                | in Betrieb           | abgeschaltet         | im Bau               | in Planung           | vorgeschlagen        | Status                                                                                                   |
| ---------------------------- | --------------------- | --------------------- | -------------------- | -------------------- | -------------------- | -------------------- | -------------------- | --- |
| Argentinien                  | 10,4                  | 07,4 %                | 3                    | 0                    | 1                    | 1                    | 1                    | Bau neuer Reaktoren                                                                                      |
| Brasilien                    | 14,9                  | 02,3 %                | 2                    | 0                    | 1                    | 0                    | 8                    | Bau neuer Reaktoren                                                                                      |
| Indien                       | 49,9                  | 03,3 %                | 24                   | 0                    | 7                    | 12                   | 28                   | Bau neuer Reaktoren                                                                                      |
| Iran                         | 6,4                   | 01,7 %                | 1                    | 0                    | 1                    | 2                    | 6                    | Bau neuer Reaktoren                                                                                      |
| Japan                        | 84,9                  | 08,0 %                | 33                   | 27                   | 2                    | 1                    | 8                    | Bau neuer Reaktoren                                                                                      |
| Pakistan                     | 22,8                  | 16,7 %                | 6                    | 1                    | 1                    | 0                    | 0                    | Bau neuer Reaktoren                                                                                      |
| Russland                     | 202,1                 | 17,8 %                | 36                   | 11                   | 4                    | 14                   | 36                   | Bau neuer Reaktoren                                                                                      |
| Slowakei                     | 17,0                  | 60,6 %                | 5                    | 3                    | 1                    | 0                    | 1                    | Bau neuer Reaktoren                                                                                      |
| Südkorea                     | 179,4                 | 31,7 %                | 26                   | 2                    | 2                    | 2                    | 0                    | Bau neuer Reaktoren                                                                                      |
| Ukraine                      | 49,9                  | 52,0 %                | 15                   | 4                    | 2                    | 2                    | 7                    | Bau neuer Reaktoren                                                                                      |
| Vereinigtes Königreich       | 37,3                  | 12,3 %                | 9                    | 36                   | 2                    | 2                    | 2                    | Bau neuer Reaktoren                                                                                      |
| Volksrepublik China          | 417,5                 | 04,7 %                | 57                   | 0                    | 28                   | 36                   | 158                  | Bau neuer Reaktoren                                                                                      |
| Bulgarien                    | 15,1                  | 41,6 %                | 2                    | 4                    | 0                    | 2                    | 0                    | Planung neuer Reaktoren                                                                                  |
| Kanada                       | 81,2                  | 13,4 %                | 17                   | 8                    | 0                    | 2                    | 9                    | Planung neuer Reaktoren                                                                                  |
| Rumänien                     | 10,0                  | 19,8 %                | 2                    | 0                    | 0                    | 2                    | 6                    | Planung neuer Reaktoren                                                                                  |
| Schweden                     | 48,7                  | 29,1 %                | 6                    | 7                    | 0                    | 2                    | 0                    | Planung neuer Reaktoren                                                                                  |
| Tschechien                   | 28,0                  | 40,2 %                | 6                    | 0                    | 0                    | 1                    | 3                    | Planung neuer Reaktoren                                                                                  |
| Ungarn                       | 15,2                  | 47,1 %                | 4                    | 0                    | 0                    | 2                    | 0                    | Planung neuer Reaktoren                                                                                  |
| Ägypten                      | 0                     | 0 %                   | 0                    | 0                    | 4                    | 0                    | 0                    | Bau erster Reaktoren                                                                                     |
| Bangladesch                  | 0                     | 0 %                   | 0                    | 0                    | 2                    | 0                    | 2                    | Bau erster Reaktoren                                                                                     |
| Türkei                       | 0                     | 0 %                   | 0                    | 0                    | 4                    | 0                    | 8                    | Bau erster Reaktoren                                                                                     |
| Ghana                        | 0                     | 0 %                   | 0                    | 0                    | 0                    | 0                    | 1                    | Planung erster Reaktoren                                                                                 |
| Jordanien                    | 0                     | 0 %                   | 0                    | 0                    | 0                    | 0                    | 1                    | Planung erster Reaktoren                                                                                 |
| Polen                        | 0                     | 0 %                   | 0                    | 0                    | 0                    | 3                    | 26                   | Planung erster Reaktoren                                                                                 |
| Saudi-Arabien                | 0                     | 0 %                   | 0                    | 0                    | 0                    | 0                    | 2                    | Planung erster Reaktoren                                                                                 |
| Usbekistan                   | 0                     | 0 %                   | 0                    | 0                    | 0                    | 2                    | 2                    | Planung erster Reaktoren                                                                                 |
| Armenien                     | 2,6                   | 30,8 %                | 1                    | 1                    | 0                    | 0                    | 1                    | Betreibt Reaktoren, stabil                                                                               |
| Belarus                      | 14,7                  | 36,3 %                | 2                    | 0                    | 0                    | 0                    | 0                    | Betreibt Reaktoren, stabil                                                                               |
| Belgien                      | 29,7                  | 41,5 %                | 5                    | 3                    | 0                    | 0                    | 0                    | Betreibt Reaktoren, stabil                                                                               |
| Finnland                     | 31,1                  | 39,1 %                | 5                    | 0                    | 0                    | 0                    | 0                    | Betreibt Reaktoren, stabil                                                                               |
| Frankreich                   | 364,4                 | 67,3 %                | 57                   | 14                   | 0                    | 0                    | 6                    | Betreibt Reaktoren, stabil                                                                               |
| Mexiko                       | 12,0                  | 04,8 %                | 2                    | 0                    | 0                    | 0                    | 2                    | Betreibt Reaktoren, stabil                                                                               |
| Niederlande                  | 3,4                   | 02,8 %                | 1                    | 1                    | 0                    | 0                    | 2                    | Betreibt Reaktoren, stabil                                                                               |
| Slowenien                    | 5,6                   | 35,0 %                | 1                    | 0                    | 0                    | 0                    | 1                    | Betreibt Reaktoren, stabil                                                                               |
| Südafrika                    | 7,8                   | 03,9 %                | 2                    | 0                    | 0                    | 0                    | 2                    | Betreibt Reaktoren, stabil                                                                               |
| Vereinigte Arabische Emirate | 36,5                  | 21,8 %                | 4                    | 0                    | 0                    | 0                    | 2                    | Betreibt Reaktoren, stabil                                                                               |
| Vereinigte Staaten           | 781,9                 | 18,2 %                | 94                   | 41                   | 0                    | 0                    | 13                   | Betreibt Reaktoren, stabil                                                                               |
| Schweiz                      | 23,0                  | 28,6 %                | 4                    | 2                    | 0                    | 0                    | 0                    | Atomausstieg geplant                                                                                     |
| Spanien                      | 52,1                  | 19,9 %                | 7                    | 3                    | 0                    | 0                    | 0                    | Atomausstieg voraussichtlich 2035                                                                        |
| Deutschland                  | 0                     | 0 %                   | 0                    | 33                   | 0                    | 0                    | 0                    | Atomausstieg 2023, betreibt Forschungsreaktoren                                                          |
| Italien                      | 0                     | 0 %                   | 0                    | 4                    | 0                    | 0                    | 0                    | Atomausstieg 1990, plant Wiedereinstieg                                                                  |
| Kasachstan                   | 0                     | 0 %                   | 0                    | 1                    | 0                    | 0                    | 1                    | Keine Kernenergienutzung seit 1999, Bau neuer Reaktoren wird erwogen                                     |
| Litauen                      | 0                     | 0 %                   | 0                    | 2                    | 0                    | 0                    | 2                    | Keine Kernenergienutzung seit 2009, Bau neuer Reaktoren wird erwogen                                     |
| Taiwan                       | 11,7                  | 04,6 %                | 0                    | 6                    | 0                    | 0                    | 0                    | Atomausstieg 2025, Referendum über Wiedereinstieg ausstehend.                                            |
| Irland                       | 0                     | 0 %                   | 0                    | 0                    | 0                    | 0                    | 0                    | Anlagenbau abgebrochen                                                                                   |
| Kuba                         | 0                     | 0 %                   | 0                    | 0                    | 0                    | 0                    | 0                    | Anlagenbau abgebrochen                                                                                   |
| Österreich                   | 0                     | 0 %                   | 0                    | 1                    | 0                    | 0                    | 0                    | Kernkraftwerk Zwentendorf betriebsbereit errichtet, nach Volksentscheid jedoch nicht in Betrieb genommen |
| Philippinen                  | 0                     | 0 %                   | 0                    | 0                    | 0                    | 0                    | 0                    | Anlagenbau abgebrochen, Regierung beabsichtigt Wiedereinstieg                                            |
| Welt                         | 2667                  | 09 %                  | 439                  | 215                  | 62                   | 88                   | 347                  | |

Definitionen
1. ↑  Der Reaktor ist am Stromnetz angeschlossen.
2. ↑  Der Reaktor wurde nicht in Betrieb genommen, endgültig abgeschaltet oder stillgelegt.
3. ↑  Es wurde mindestens der erste Beton für den Reaktor gegossen oder es werden größere Renovierungsarbeiten am Reaktor unternommen.
4. ↑  Freigabe, Finanzierung oder größere Verpflichtungen für den Reaktor wurden abgeschlossen, oder die Konstruktion des Reaktors ist zwar weit fortgeschritten, aber für unbestimmte Zeit eingestellt. Der Betrieb wird meist innerhalb von 8 bis 10 Jahren erwartet, sofern es nicht zu Verzögerungen kommt.
5. ↑  Es gibt konkrete Pläne für ein Programm oder einen Standort. Es ist ungewiss, ob und wann eine Realisierung erfolgt.

| Farblegende: Die unterschiedlichen Hintergrundfarben stehen für unterschiedliche Situationen im jeweiligen Land:                       | |
| Bau neuer Reaktoren; Planung neuer Reaktoren / Absichtserklärungen für neue Reaktoren; Bau erster Reaktoren; Planung erster Reaktoren; | Betreibt Reaktoren, stabil; Atomausstieg geplant; Ehemalige Kernenergienutzung; Anlagenbau abgebrochen / Fertige Anlage nicht in Betrieb genommen |

## Ägypten
Mitte November 2015 unterzeichneten der Direktor der russischen Atomenergiebehörde Rosatom, Sergej Kirienko, sowie der amtierende ägyptische Energieminister Mohammad Schaker in Kairo einen Vertrag zum Bau von vier 1200-Megawatt-Reaktoren am Mittelmeer in der Region El Dabaa im Norden des Landes. Ein zweiter Vertrag wurde über einen Kredit mit 35 Jahren Laufzeit für die Finanzierung des Kraftwerk-Baus geschlossen. Seit 2022 befindet sich Block 1 des Kraftwerks El Dabaa im Bau.

## Argentinien
Argentinien bezieht etwa sechs Prozent seiner Elektrizität aus insgesamt drei Kernkraftwerksblöcken – Atucha 1 (seit 1974), Atucha 2 (seit Juni 2014) und Embalse (seit 1983). Im September 2014 unterzeichneten Vertreter der argentinischen und chinesischen Regierung einen Rahmenvertrag für den Bau eines vierten Reaktorblocks am Standort Atucha. Das Land besitzt außerdem noch einige Forschungsreaktoren und exportiert Kerntechnik.

## Armenien
In Armenien gibt es einen aktiven Druckwasserreaktor vom sowjetischen Typ WWER-440/270 im Kernkraftwerk Mezamor. 2021 wurde der Reaktor modernisiert, damit er 10 Jahre länger als ursprünglich geplant bis 2026 laufen kann. Es bestehen Planungen für einen Neubau, der im Frühjahr 2009 international ausgeschrieben wurde. Hierzu wurden 2010 und 2020 Verträge mit Russland unterschrieben, jedoch bis 2022 noch nicht mit dem Bau begonnen.

## Australien
Australien verfügt über etwa 40 % der weltweiten Reserven von Uranerz und ist einer der größten Exporteure von Uranerz.
Der Staat betrieb von 1958 bis 2007 einen Forschungsreaktor High Flux Australian Reactor (HIFAR) mit 10 MW thermischer Leistung, als Nachfolger arbeitet seit 2006 der Open Pool Australian Lightwater Reactor (OPAL) mit 20 MW.
Als erstes und bisher einziges war das kommerzielle Kernkraftwerk Jervis Bay mit einer elektrischen Leistung von 500 bis 600 MW geplant; es wurde jedoch nicht gebaut. In den amtlichen Meldungen der IAEA sind keine Angaben zu Kernkraftwerken in Australien zu finden (Stand Juni 2011).
Der 2007 abgewählte konservative Ministerpräsident John Howard befürwortete die Nutzung der Kernenergie, um die Produktion von Treibhausgasen zu reduzieren, allerdings hat Australien unter Howard nicht das Kyoto-Protokoll ratifiziert, dies war eine der ersten Amtshandlungen seines Nachfolgers. Die damalige Regierung hatte vorgeschlagen, 25 Kernreaktoren zu bauen. Die nachfolgende Labor-Regierung unter Ministerpräsident Kevin Rudd lehnt den Bau von Kernkraftwerken im eigenen Land ab.

## Bangladesch
Der Bau eines Kernkraftwerks im Westen von Bangladesch wurde bereits 1961 vorgeschlagen. Im Dezember 2015 unterzeichnete Bangladesch einen Vertrag mit Russland zum Bau des Kernkraftwerks Ruppur mit zwei 1200 MW Reaktoren. Der Bau begann im November 2017 und war Anfang 2024 weit fortgeschritten. Der erste Reaktor soll nach erfolgreichen Druckprüfungen Anfang 2025 zeitnah in Betrieb gehen. Am 29. Mai 2013 erklärte der Premierminister von Bangladesch, dass ein zweites 2-GW-Kraftwerk im Süden des Landes gebaut werden solle. Im Jahr 2019 standen noch mehrere Standorte in der Küstenregion am Golf von Bengalen zur Auswahl.

## Belarus
Belarus betreibt das Kernkraftwerk Belarus mit zwei Blöcken von jeweils 1.200 MW an der Grenze zu Litauen. Mit dem KKW-Bau sollte ursprünglich 2009 begonnen werden, der Vertrag wurde jedoch erst am 18. Juli 2012 unterschrieben. Am 3. Oktober 2014 hat die russische Regierung dafür Belarus einen Kredit in Höhe von bis zu zehn Milliarden Euro gewährt.
Der russische Kernkraftwerkbauer Atomstroyexport errichtete zwei Reaktoren mit einer Leistung von etwa 1.100 Megawatt Nettoleistung. Block 1 ging am 10. Juni 2021 und Block 2 am 1. November 2023 in den kommerziellen Betrieb. Die Anlage könnte den kompletten Strombedarf des Staates decken. Es existieren Pläne für einen dritten Reaktor, durch den Belarus dann auch erstmals Strom ins Ausland exportieren könnte. Der Staatspräsident Aljaksandr Lukaschenka erklärte er wolle ein weiteres Kernkraftwerk im Osten des Staates bauen lassen.

## Belgien
Stand März 2025 werden in Belgien an zwei Standorten vier Reaktorblöcke mit einer installierten Nettogesamtleistung von 3463 MW betrieben. Ende September 2022 war Reaktor 3 des Kernkraftwerks Doel und Anfang Februar 2023 Reaktor 2 des Kernkraftwerks Tihange stillgelegt worden. Belgien hatte ursprünglich geplant, bis 2025 alle Reaktoren abzuschalten, den Zeitpunkt im Jahr 2022 aber vorerst auf 2035 verlegt. Im Mai 2025 stimmte das Parlament für eine Laufzeitverlängerung und eine Beauftragung des Baus neuer Reaktoren.

## Brasilien
Brasilien hat zwei aktive Kernreaktoren im Kernkraftwerk Angra. Dort werden etwa vier Prozent des inländischen Stromes – pro Jahr etwa 13.000 Gigawattstunden – produziert. Seit 1984 ist ein dritter Reaktor am gleichen Standort im Bau, zwischen 1986 und 2010 waren die Arbeiten pausiert. Der kommerzielle Betrieb war zwischenzeitlich für 2016 vorgesehen, aber im September 2014 wurde der Bau erneut pausiert. Die Regierung kündigte 2021 den Bau eines vierten Reaktors bis 2031 an. Im November 2021 verschob sie die Fertigstellung von Reaktor 3 auf 2026–27. Im Februar 2022 beschloss das Konsortium, das den Reaktor fertig bauen will, den Betriebsstart für das Jahr 2026.

## Bulgarien
Bulgarien betreibt zwei von ursprünglich sechs aktiven Kernreaktoren am Standort Kosloduj. Vier Blöcke wurden als Bedingung für den EU-Beitritt abgeschaltet. Bereits 1984 wurde mit dem Bau des Kernkraftwerks Belene begonnen, der Bau nach der Wende aber abgebrochen. Zwischenzeitlich sollten die Reaktorblöcke durch RWE und russische Investoren fertiggestellt werden. Am 3. September 2008 fand der erste Spatenstich zum 2000-Megawatt-Kraftwerk Belene statt. Das neue bulgarische Kernkraftwerk sollte zwei WWER-1000/446B Reaktoren der dritten Generation nach russischer Bauart umfassen. Nach der Parlamentswahl am 5. Juli 2009 und dem damit verbundenen Regierungswechsel stoppte die neue, konservative Regierung den Bau von Belene. Hintergrund war, dass Bulgarien in der Energiepolitik nicht von Russland abhängig werden solle und das Kernkraftwerk aus eigenen Mitteln nicht finanzieren könne und wolle. Im Jahr 2022 wurde bekannt, dass Bulgarien den Bau neuer Reaktoren am Standort Kosloduj plant.
Bulgarien setzt dabei auf die USA, bleibt aber weiter auf Ersatzteile aus Russland angewiesen.

## Dänemark
Dänemark entschied sich 1985 mit einem Parlamentsbeschluss gegen die Nutzung der Kernenergie. Auseinandersetzungen gab es um ein Endlager für den nuklearen Abfall aus drei kleinen, stillgelegten Versuchsreaktoren im Laboratorium Risø, die zwischen 1957 und 1960 in Betrieb gingen und 2002 bis 2003 stillgelegt wurden. 2010 stammten etwa 35 Prozent des im Land erzeugten Stroms aus erneuerbaren Energien, der Rest aus dem Einsatz von Gas und Kohle. 2015 stammte nach einem Bericht der EU-Kommission 29,2 % des Bruttoendenergieverbrauchs aus Erneuerbaren Energien. In der Diskussion, wie Dänemark bis 2045 vollständig klimaneutral werden kann sprachen sich 2022 46 Prozent der Dänen für den Einstieg in die Kernenergie aus, 39 Prozent dagegen.

## Deutschland
Deutschland inklusive der DDR betrieb von 1962 bis 2023 in Summe 33 Reaktorblöcke mit bis zu 23 GW insgesamt verfügbarer Leistung. Es kam in dieser Zeit zu keinen kerntechnischen Unfällen gemäß INES-Skala (INES > 3). Alle noch laufenden deutschen Kernkraftwerke wurden im Zuge des Atomausstiegs sukzessive von 2003 bis zum 15. April 2023 abgeschaltet, großteils deutlich vor Vollendung der technisch möglichen Laufzeit.

## Estland
Estland wollte sich mit den anderen baltischen Staaten sowie Polen am Kernkraftwerk Visaginas an der belarussisch-litauischen Grenze beteiligen. Im Februar 2021 gab die estnische Firma Fermi Energia Pläne zum Bau eines modularen Kernreaktors mit unter 300 MW Leistung etwa 100 Kilometer östlich von Tallinn bekannt. Im Juni 2024 verabschiedete das estnische Parlament eine Resolution für eine gesetzliche Regelung der Nutzung und Sicherheit von Kernenergie. Zudem soll eine Behörde zur Überwachung des sicheren Betriebs von Anlagen geschaffen werden. Als Ziel wurde eine kostengünstige und klimaneutrale Energieversorgung genannt.

## Finnland
Derzeit werden in Finnland fünf Reaktoren an zwei Standorten betrieben. Der neueste Reaktor nahm am 16. April 2023 den Betrieb auf, einen Tag nachdem Deutschland die letzten drei Reaktoren vom Netz nahm. Seitdem erzeugt Finnland rund 47 % seines Stroms (3,9 GW von 8,2 GW) aus Kernenergie.

## Frankreich
Frankreich bezog Stand 2016 rund 70 Prozent seiner elektrischen Energie aus Kernreaktoren und hatte damit die höchste Quote weltweit, 2022 waren es aufgrund der vielen Wartungsstillstände nur 62,6 %, die Slowakei kam mit 59,2 % auf den zweiten Platz. Der Einsatz der Kernenergie basierte in Frankreich bis zur Nuklearkatastrophe von Fukushima auf einem jahrzehntealten parteiübergreifenden Konsens, der abgesehen von den Französischen Grünen (EELV) alle Parteien umfasste. Zwischenzeitlich schien jedoch auch die Sozialistische Partei eine deutliche Reduzierung des in Kernkraftwerken erzeugten Stroms anzustreben. Die EELV strebt einen Komplettausstieg aus der Kernenergie nach deutschem Vorbild an. Die 2016 gegründete linke Bewegung La France insoumise tritt ebenfalls für einen schnellen Ausstieg aus der Kernenergie ein. In einer jährlichen repräsentativen Umfrage der französischen Umwelt- und Energiebehörde ADEME stimmten 2011 96 % der Befragten dem Ausbau erneuerbarer Energien in Frankreich zu.
Keines der französischen Kernkraftwerke ist flugzeugabsturzfest, nicht einmal der im Bau befindliche EPR in Flamanville. Das AKW Fessenheim, weniger als 25 Kilometer von Freiburg entfernt, steht in Europas seismisch aktivstem Gebiet und wurde am 29. Juni 2020 vollständig abgeschaltet.
Zwei Wochen nach Beginn der Fukushima-Katastrophe hatte noch eine Mehrheit der Franzosen die weitere Nutzung der Kernenergie befürwortet, allerdings veränderte sich das Meinungsbild in den nachfolgenden Monaten. Nach einer repräsentativen Umfrage des Institut français d’opinion publique sprachen sich Anfang Juni 2011 62 % der Franzosen für einen Ausstieg aus der Kernenergie binnen 25 bis 30 Jahren aus; weitere 15 % wollten schneller aussteigen.
Ein Teil des in den zahlreichen Kernkraftwerken erzeugten Stroms wird exportiert, vor allem nach Italien und der Schweiz.
Der neuste Kraftwerksblock, Reaktor 3 des Kernkraftwerks Flamanville vom Typ EPR wurde 2024 nach einigen Verzögerungen fertiggestellt und soll zunächst bis voraussichtlich Sommer 2025 im Probebetrieb laufen.
Zwischenzeitlich wurde in Frankreich eine „Energiewende“ diskutiert. Demnach hätte von 2015 bis 2025 der Anteil des Atomstroms von 75 % auf 50 % sinken sollen, dafür wären mehr als 20 der insgesamt 58 Atomreaktoren abgeschaltet worden. Stattdessen gab Präsident Macron im Februar 2022 Pläne bekannt, bis zu 14 neue Reaktoren zu bauen und die Laufzeit der alten Meiler über die neu beschlossenen 50 Jahre hinaus zu verlängern. Frankreich will nun bis 2035 Small Modular Reactoren und sechs neue EPR 2-Reaktoren bauen, und außerdem die Kernkraft zur Produktion von grünem Wasserstoff nutzen.

## Ghana
Ghana deckt zurzeit 65 Prozent des Elektrizitätsbedarfs mittels Wasserkraft. Nach einer Dürre kam es von 2006 bis 2007 zu einem schwerwiegenden Elektrizitäts-Versorgungsengpass. Vor dem Hintergrund hoher Ölpreise, Verzögerungen beim Gas-Pipelinebau zur Nutzung nigerianischen Erdgases und Zweifeln an der Zuverlässigkeit Nigerias als Gaslieferant wurde 2007 vom ghanaischen Kabinett der Bau eines Reaktors angekündigt. Im Jahr 2022 beschloss die Regierung die Errichtung eines Kernkraftwerks mit 1 GW Leistung, der Vertrag soll bis 2024–26 unterzeichnet werden.

## Griechenland
Ende 1976 beschloss das griechische Parlament die Errichtung eines Kernkraftwerks und bewilligte Mittel zur Planung um die Abhängigkeit von fossilen Brennstoffen zu verringern. 1983 wurden die Planungen eingestellt, nachdem keine zufriedenstellenden Antworten auf die Frage der Sicherheit bei See- und Erdbeben gegeben werden konnten. Der Forschungsreaktor auf dem Gelände des NCSR Demokritos wurde heruntergefahren.

## Indien
Indien betreibt (Stand: März 2025) 21 Reaktoren mit zusammen 7.550 MWel, sechs Kernreaktoren sind im Bau. Zukünftig sollen auch Flüssigsalzreaktoren (liquid fluoride thorium reactor) gebaut werden.

## Indonesien
Indonesien kündigte 2021 an, nach 2025 mit dem Bau eines Kernkraftwerks zu beginnen. Im Vorfeld hatte die nationale Kernenergiebehörde BATAN zu Forschungszwecken Versuchsreaktoren in den Städten Bandung, Serpong und Yogyakarta betrieben.

## Iran
Das iranische Atomprogramm reicht zurück bis in die 1950er Jahre. Mehrere kerntechnische Anlagen sind im Betrieb. Der erste Reaktor des Kernkraftwerk Buschehr ging im August 2010 in Betrieb. Iran wird von westlichen Staaten mit Sanktionen belegt, weil es begleitend zur friedlichen Nutzung der Kernenergie in der Atomanlage Natanz Uran im industriellen Maßstab anreichert (was der damalige Präsident Mahmud Ahmadineschad am 9. April 2007 verkündete), offenbar für Atomwaffen (siehe auch Atommacht).

## Irland
In Irland wurde seit 1968 das erste Kernkraftwerk geplant; es sollte in Carnsore Point im County Wexford gebaut werden. Zunächst war lediglich ein Reaktor geplant, später vier. Den Plan gab man nach starken Protesten irischer Atomkraftgegner Ende der 1970er Jahre auf. Irland hat seitdem keine Kernkraftwerke betrieben. Um von fossilen Energieträgern loszukommen, ist seit 2015 wieder der Bau von Kernkraftwerken im Gespräch, beispielsweise am Standort des Kohlekraftwerks Moneypoint.

## Israel
Israel darf kein Kernkraftwerk betreiben, weil es eine Überwachung seiner Nuklearanlagen durch die IAEA nicht zulassen will. Von 2007 bis 2011 plante es den Bau eines 2000-Megawatt-Kernkraftwerks in der Wüste Negev.

## Italien
Italien betrieb zwischen 1964 und 1990 insgesamt vier Kernkraftwerke mit einer Gesamt-Nettoleistung von 1423 MW. Zwei weitere waren im Bau, wurden aber nicht fertiggestellt. Nach einer Volksabstimmung wurden bis 1990 alle Kernkraftwerke stillgelegt. Die Regierung Giorgia Meloni kündigte im Mai 2024 mit Verweis auf Klimaschutzziele eine Gesetzesänderung für einen Wiedereinstieg an.

## Japan
Japan erzeugt in 17 Kernkraftwerken bis zu 30 % seines Strombedarfs. Aufgrund der Nuklearkatastrophe von Fukushima im Jahr 2011 wurden aus Sicherheitsgründen zeitweise alle Reaktoren heruntergefahren. Seitdem erholt sich die nukleare Stromproduktion langsam wieder, mit einem Anteil von rund 7 % im Jahr 2021. Stand 2023 waren die Reaktivierung weiterer Reaktoren und der Zubau neuer Kraftwerke geplant, um langfristig wieder einen hohen Kernenergieanteil zu ermöglichen.

## Jordanien
Die Jordanische Atomenergiekommission gab 2009 den geplanten Bau von fünf Kernreaktoren bekannt, die 2020 ans Netz gehen sollten, bis April 2025 war jedoch kein Baustart erfolgt. Stattdessen wird jedoch der Einsatz kleiner modularer Reaktoren in Erwägung gezogen.

## Kasachstan
Aqtau, das bisher einzige Kernkraftwerk des Landes, wurde von 1973 bis 1999 betrieben. Seit 1998 waren verschiedene Neubauprojekte in Planung, wie z. B. der Bau von bis zu sechs Reaktoren des Typs WWER-640/WPBER-600 im Norden des Staates am Balchaschsee. Ein Baubeginn verzögerte sich jedoch immer wieder.
Am 6. Oktober 2024 stimmte in einem Referendum eine Mehrheit von 71 % für den Bau eines neuen Kernkraftwerks.

## Kenia
Im September 2010 gab der damalige Energieminister Patrick Nyoike bekannt, Kenia wolle bis 2017 ein Atomkraftwerk mit einer Leistung von 1000 MW errichten. Dieses solle mit südkoreanischer Technologie errichtet werden und etwa 3,5 Milliarden US-Dollar kosten. Mit Stand September 2016 war eine Inbetriebnahme für 2027 geplant. Im Jahr 2023 wurde ein Baubeginn im Jahr 2027 angekündigt, Kenia erzeugte seinen Strom 2010 zu etwa 65 % aus Wasserkraft. Trockenperioden, großflächige Abholzung von Wäldern und andere Faktoren haben den Anteil von Wasserkraft reduziert.

## Kroatien
Kroatien betreibt gemeinsam mit Slowenien ein Kraftwerk, das Kernkraftwerk Krško. Dieses wurde Ende der 1970er Jahre, zur Zeit Jugoslawiens, errichtet und befindet sich zu jeweils 50 % im Eigentum der Energieversorger der beiden Staaten. Es befindet sich in Krško, auf slowenischem Boden. Das Kernkraftwerk deckt etwa 15 % des kroatischen und etwa 25 % des slowenischen Strombedarfs. Es gab Pläne für den gemeinsamen Bau eines weiteren Kernkraftwerks in Kooperation mit Albanien, auf albanischem Boden. Auch wurden die Möglichkeiten zum Bau eines weiteren Reaktors in Krško erörtert. Jedoch lagen 2011 oder früher alle Vorhaben diesbezüglich auf Eis, da sich Kroatien vermehrt auf regenerative Energien fokussieren wollte.

## Lettland
Lettland verfügt über keine eigenen Kernkraftwerke, es hatte die Absicht, sich an einem geplanten Kernkraftwerks-Neubau der baltischen Staaten (Kernkraftwerk Visaginas) zu beteiligen, um sich von russischen Energie-Lieferungen unabhängig zu machen. Diese Planungen wurden nach einem Referendum, bei dem sich 2/3 der litauischen Bevölkerung gegen das Projekt entschieden, gestoppt.

## Litauen
Der erste Block des Kernkraftwerks Ignalina ging 1983 in Betrieb, als Litauen noch Teil der Sowjetunion war. Block zwei folgte 1987. Zum Zeitpunkt der Inbetriebnahme waren die beiden Blöcke mit einer Bruttoleistung von je 1500 MW die leistungsstärksten der Welt, später wurde die Leistung auf je 1360 MW gesenkt. Zwei weitere Blöcke waren geplant, sie wurden jedoch nicht realisiert. Im Zuge des Zerfalls der Sowjetunion fiel das Kernkraftwerk 1991 an den nun souveränen Staat Litauen. In der Folge besaß Litauen neben Frankreich den größten Atomstromanteil aller Staaten weltweit. Im Rahmen des EU-Beitritts 2004 beschloss das litauische Parlament im Mai 2000 die Stilllegung des Kernkraftwerks. Block eins ging daraufhin Ende 2004 von Netz, Block zwei folgte Ende 2009. Ein Referendum im Oktober 2008 zur Laufzeitverlängerung des zweiten Blocks scheiterte an zu geringer Wahlbeteiligung. Gemeinsam mit Estland und Lettland – Polen war mittlerweile aus den Planungen ausgestiegen – plante Litauen den Bau eines neuen Kernkraftwerks neben dem bisherigen, das Kernkraftwerk Visaginas. Nach der Parlamentswahl im Oktober 2012, bei der die kernkraftkritischen Oppositionsparteien gewannen, und einer parallel abgehaltenen Volksbefragung, bei dem 64,8 % der Wähler gegen das Kraftwerk stimmten, standen die Pläne vor dem Aus. Am 12. November 2012 sagte der damalige litauische Ministerpräsident Andrius Kubilius den Bau des AKW ab. Im Juli 2014 unterzeichneten Hitachi und das litauische Energieministerium eine Absichtserklärung bezüglich der Gründung eines Zwischenprojekts zur Realisierung der Anlage.

## Malaysia
Im November 2024 gab Wirtschaftsminister Rafizi Ramli eine Aufnahme von Kernenergie als Option für eine klimaneutrale Stromversorgung im nächsten Wirtschaftsplan bekannt. Die zuständigen Ministerien seien mit der Schaffung der notwendigen rechtlichen Rahmenbedingungen beauftragt. Als Begründung nannte Ramli die Verfolgung von Klimaschutzzielen, eine hohe Versorgungssicherheit und vorhersagbare Betriebskosten durch den geringen Brennstoffbedarf.

## Mexiko
In Mexiko gibt es ein Kernkraftwerk mit zwei Reaktoren, Laguna Verde am Golf von Mexiko. Die beiden Reaktoren wurden 1990 und 1995 gegen den Protest der Bevölkerung in Betrieb genommen. 2005 wurde von der Regierung beschlossen, das Kernkraftwerk stillzulegen, ohne hierfür einen Termin bekannt zu geben. 2007 wurde beschlossen, die Leistung der beiden Reaktoren bis 2010 um etwa 20 Prozent zu erhöhen.

## Namibia
In Namibia gab es vor 2011 (Fukushima) Pläne einzelner Politiker, mit russischer und finnischer Hilfe ein Kernkraftwerk zu errichten und zu betreiben.
Anlässe für die Planungen waren eine Knappheit an Elektrizität, die große Abhängigkeit von Nachbarstaaten sowie die großen Uranvorkommen in Namibia (viertgrößter Uranproduzent der Erde). 2009 wurde eine Atomenergiebehörde (englisch Atomic Energy Board) eingerichtet. Anfang 2011 wurde erstmals das Jahr 2018 zur Inbetriebnahme genannt. Die Pläne galten als kaum realisierbar.
Im September 2014 erteilte das zuständige Ministerium für Bergbau und Energie den Plänen eine Absage.

## Neuseeland
Neuseeland betrieb einen einzigen Forschungsreaktor von 1962 bis 1981. Seit 1984 dürfen keine nuklear betriebenen oder bewaffneten Schiffe in Neuseeland anlegen. 1987 verabschiedete das Parlament Neuseelands den New Zealand Nuclear Free Zone Disarmament and Arms Control Act. Dieser verbietet die Stationierung von Atomwaffen und das Befahren neuseeländischer Gewässer mit atomgetriebenen Schiffen. Stationäre zivile Kernkraftwerke sind hierdurch nicht verboten, wurden aber bisher nicht errichtet.

## Niederlande
Neben dem inzwischen stillgelegten kleinen Kernkraftwerk Dodewaard betreiben die Niederlande seit 1973 das Kernkraftwerk Borssele mit einer Nettoleistung von 482 MW, das rund 3,4 % der Stromversorgung bereitstellt. Ende 2022 gab die Regierung bekannt, bis 2035 zwei weitere Kernkraftwerke in der Provinz Zeeland zu errichten, sowie mehrere Mini-KKW in der Provinz Limburg. Auf der UN-Klimakonferenz in Dubai 2023 unterzeichneten die Niederlande eine Erklärung von 24 Ländern, die vorsieht, die Kernenergie bis 2050 zu verdreifachen.

## Nordkorea
In Nordkorea waren in der kerntechnischen Anlage Nyŏngbyŏn zwei Kernreaktoren in Betrieb. Am 27. Juni 2008 begann man durch die Sprengung des Kühlturms mit dem Abriss der Anlage. Der Kernreaktor wurde als maßgeblich für das nordkoreanische Kernwaffenprogramm gesehen.
Des Weiteren war das Kernkraftwerk Kŭmho mit zwei Druckwasserreaktoren geplant. Im August 2002 wurde mit dem Bau des ersten Reaktors begonnen, der aber im Dezember 2003 wieder abgebrochen wurde. Zuvor waren am selben Standort vier WWER-640 geplant gewesen. Anfang der 1990er Jahre wurde begonnen, die Kerntechnische Anlage T’aech’ŏn mit einem Magnox-Reaktor zu bauen, der vermutlich zur Produktion von Plutonium für Kernwaffen dienen sollte. Dieses Vorhaben wurde offiziell aufgegeben.

## Norwegen
Norwegen betrieb von 1951 bis 2019 vier Forschungsreaktoren, welche aber nicht zur Stromerzeugung gedacht waren. Im Juni 2024 richtete die norwegische Regierung eine Kommission zur Prüfung des Einsatzes von Kernenergie für eine emissionsarme und stabile Stromversorgung ein. Der Abschlussbericht soll bis zum 1. April 2026 erstellt werden. Zuvor hatte das Unternehmen Norsk Kjernekraft mit drei Gemeinden Machbarkeitsstudien für die Errichtung von Kraftwerken vereinbart. Vorausgegangen war 2023 eine mit Rolls-Royce SMR unterzeichnete Absichtserklärung über eine mögliche Zusammenarbeit beim Bau von Kraftwerken.

## Österreich
Österreich nahm sein einziges, in Niederösterreich errichtetes Kernkraftwerk Zwentendorf nie in Betrieb, da die Inbetriebnahme im November 1978 durch eine Volksabstimmung abgelehnt wurde. In weiterer Folge wurden noch im Dezember 1978 das Atomsperrgesetz und 1999 das Bundesverfassungsgesetz für ein atomfreies Österreich verabschiedet. Am 9. Juli 1997 beschloss das österreichische Parlament einstimmig, die Anti-Atom-Politik des Landes fortzusetzen.
Heute setzt sich Österreich auch in der Außenpolitik gegen Kernkraft ein, unter anderem gegenüber der Tschechischen Republik und gegen die Europäische Atomgemeinschaft der EU. Im April 2012 kündigten die österreichischen Energieversorger an, auf den Import von Atomstrom für Privatkunden ab 2013 und für Industriekunden ab Ende 2015 verzichten zu wollen. Ab Anfang 2015 sollte in Österreich nach Berichten der taz ein gesetzliches Importverbot für Atomstrom gelten. Mit Stand 2023 wird allerdings nach wie vor Atomstrom importiert.

## Philippinen
Auf den Philippinen wurde 2004 von Präsidentin Gloria Macapagal Arroyo eine neue Energieleitlinie vorgeschlagen. Diese sah eine stärkere Nutzung der heimischen Öl- und Gasreserven vor, ebenso die verstärkte Nutzung von erneuerbaren Energien, unter anderem Kokos-Diesel. Außerdem sollten mit Saudi-Arabien, China, Russland und weiteren asiatischen Staaten Handelsgesellschaften gebildet werden. Das 1984 fertiggestellte, aber bisher (2025) nicht in Betrieb genommene Kernkraftwerk Bataan sollte unter Umständen in ein Gaskraftwerk umgebaut werden.
Das KKW war ein Projekt von Präsident Ferdinand Marcos. Nach dessen Sturz im Februar 1986 stoppte seine Nachfolgerin Corazon Aquino den Bau des zu 98 Prozent fertiggestellten Atomreaktors aus Sicherheitsgründen; die Philippinen gehören (wie Java) zum pazifischen Feuerring, einer tektonisch sehr unruhigen Region mit vielen Erdbeben und Vulkanen. Die Region Bataan wird dominiert von den Vulkanen Mariveles, Natib und Pinatubo. Letzterer brach am 12. Juni 1991 nach 611 Jahren Inaktivität aus (dem vorausgegangen waren Erdbeben z. B. der Stärke 7,8). Der Standort des Kernkraftwerks liegt im möglichen Einzugsbereich eines pyroklastischen Stroms des Natibs.
Im Dezember 2020 wurde eine Expertengruppe der Internationalen Atomenergiebehörde von der philippinischen Regierung eingeladen, die nukleare Infrastruktur des Landes zu überprüfen. Energieminister Alfonso Cusi wurde mit den Worten zitiert, die Mission werde dazu beitragen, die Kernenergie endlich in den Energiemix des Landes aufzunehmen. Die schwachen Stromnetzverbindungen zwischen den über 1000 bewohnten Inseln des philippinischen Archipels würden eine Herausforderung für eine eventuelle Atompolitik darstellen. Die Investitionsruine Bataan liegt in der Nähe von Manila, dem Ort mit dem größten Strombedarf, und ist daher eine Option für die Wiederaufnahme oder den Neubau eines Kraftwerks.

## Polen
In Polen wurde 1990 der Bau von zwei begonnenen und zwei geplanten Reaktoren des Kernkraftwerk Żarnowiec aufgrund von Protesten eingestellt.
Nachdem Donald Tusk im November 2007 Premierminister wurde, beschloss seine Regierung einen grundlegenden Wechsel in der Energiepolitik, hin zur Kernenergie. Hierzu sollten zunächst zwei neue Kernkraftwerke gebaut werden, als Teil eines Energie-Aktionsplans, bei dem angestrebt wurde, Polens Abhängigkeit von Kohle zu vermindern und die Abhängigkeit von Energieimporten aus Russland zu reduzieren. Auch die hohen Energiepreise 2008 – vor dem Ausbrechen der Wirtschaftskrise 2008/2009 erreichte der Ölpreis kurzzeitig 150 Dollar pro Barrel – und der russisch-belarussische Energiestreit sowie der russisch-ukrainische Gasstreit waren weitere Motivationen.
Die polnische Regierung erstellte 2010 eine Rangliste von 27 potentiellen Standorten für Atomkraftwerke. Als bester Standort wurde weiterhin Żarnowiec angesehen. Einige der Standorte liegen an der Oder, grenznah zu Deutschland. Die Inbetriebnahme der ersten beiden Kernkraftwerke, die zusammen rund 100 Milliarden Złoty (Dezember 2011: 22,2 Milliarden Euro) kosten sollten, war zunächst für 2020 geplant. Im Sommer 2010 gab die Regierung eine Verzögerung bei der Planung bekannt: Das erste Atomkraftwerk sollte danach erst 2022 in Betrieb gehen, das zweite 2023. Ende Mai 2011 stellte der Wirtschaftsminister im Hinblick auf den deutschen Atomausstieg und die Nuklearkatastrophe von Fukushima die Planung der zwei Atomreaktoren in Frage. Im Juni 2013 teilte Ministerpräsident Donald Tusk mit, dass sich der Bau weiter verzögern werde. Medien berichteten von einer Inbetriebnahme des ersten Kraftwerkes in 20 Jahren, was damit dem Jahr 2033 entsprach. Hauptgrund hierfür waren die mittlerweile deutlich gestiegenen Kosten in Höhe von nunmehr ca. 12,5 Mrd. Euro pro Kraftwerk. Im Januar 2014 konkretisierte das polnische Wirtschaftsministerium die Einstiegspläne: Demnach sollte 2024 das erste Kernkraftwerk Elektrizität produzieren, der Bau eines zweiten 2035 abgeschlossen sein. Die Kosten pro Meiler wurden seinerzeit auf ca. 12 bis 14 Mrd. Euro geschätzt.
Vor Fukushima lehnten laut Newsweek.pl etwa 50 Prozent der Polen den Atomeinstieg ab, kurz nach Fukushima waren es fast 60 Prozent. Im August 2014 lag die Ablehnung nur noch bei 24 Prozent, während sich 64 Prozent der Befragten für die Einführung der Kernkraft aussprachen. Im Jahr 2024 wünschten sich unterdessen sogar 75 Prozent der Polen den Einstieg in die Kernenergie.
Im Oktober 2022 wurde der Auftrag zum Bau des ersten von drei Kernreaktoren am Standort Choczewo an Westinghouse vergeben. Dort soll nun in den Gemeinden Lubiatowo-Kopalino an der Ostseeküste bis 2033 das erste polnische Kernkraftwerk entstehen. Die Planung wird vom polnischen Energiekonzern Polska Grupa Energetyczna (PGE) durchgeführt. In einem Bürgerentscheid an den potentiellen Standortgemeinden Choczewo, Gniewino und Krokowa lehnten im Februar 2012 noch rund 95 Prozent den Bau ab. Die polnische Regierung hielt jedoch weiter daran fest; Im Jahr 2019 unterstützten dann 71 Prozent der Anwohner den Bau des ersten Kernkraftwerks. Präsident Donald Tusk bekräftigte im Jahr 2023, dass der Einstieg in die Kernenergie der einzige Weg für Polen sei, seinen wachsenden Energiebedarf zu stillen und gleichzeitig die klimapolitischen Vorgaben der EU zu erfüllen.
Unterdessen ist auch ein zweites polnisches Kernkraftwerk für den Standort Pątnów geplant. Dort wollen die polnischen Energiekonzerne PGE und ZE PAK mit Hilfe privater Investoren und dem koreanischen Betreiber KHNP sechs große Reaktorblöcke vom Typ APR-1400 errichten, so dass ab 2035 insgesamt eine Leistung von sechs bis neun Gigawatt an Atomstrom produziert werden kann.
Neben den zwei großen Kraftwerken zählen zur Atomwende Polens auch mehrere Projektpläne mit Small Modular Reactors (SMRs). So hat im Dezember 2023 der Unternehmenszusammenschluss Orlen Synthos Green Energy (OSGE) die Freigabe für den Bau von 24 SMR an sechs Standorten in Polen erhalten. Der erste Reaktor vom Typ BWRX-300 von GE Hitachi mit einer Leistung von 300 MW soll daraufhin bereits 2030 fertiggestellt werden. Außerdem wurde eine Absichtserklärung mit Rolls-Royce zum Bau von SMRs mit einer Leistung von jeweils 470 MW unterzeichnet.

## Portugal
Portugal hatte sich unter Diktator Salazar bereits ab 1948 mit der Idee der Kernenergie befasst. Es gründete 1954 eine erste Kernkraftkommission, am Instituto Superior Técnico (IST) wurden erste Planungen für ein Kernkraftwerk begonnen, und das Land wurde 1958 Gründungsmitglied der Nuclear Energy Agency. Es verfolgte danach weiter seine Pläne, installierte 1961 mit US-amerikanischer Hilfe einen ersten kleinen Probereaktor vor den Toren Lissabons, sondierte Möglichkeiten der Zusammenarbeit mit Spanien (1964) und stellte Schätzungen zur Finanzierung an. Verschiedene mögliche Standorte wurden ausgewählt, am Ende blieb Ferrel als erste Wahl übrig. 1972 waren die Pläne bereits konkret und sahen vier Reaktoren vor, die in mehreren Phasen zwischen 1981 und 1989 ans Netz gehen sollten.
Die Nelkenrevolution 1974 beendete das seit 1932 herrschende Estado-Novo-Regime und nahm eine tiefgreifende Demokratisierung im Land vor. Die Pläne für ein erstes Kernkraftwerk in Ferrel wurden aber zunächst unverändert fortgeführt. Nachdem am 15. März 1976 jedoch 1500 Menschen dort gegen die bekannt gewordenen Pläne demonstrierten, organisierte sich ein breiter Widerstand mit zahlreichen Aktionen und dem Musikfestival Festival Pela Vida Contra a Central Nuclear (portugiesisch für: Festival für das Leben, gegen den Kernreaktor) im Januar 1978 als einem Höhepunkt der neuen Bewegung. 1982 erteilte Portugal der Kernenergie endgültig eine Absage und wandte sich zunächst konventioneller Energieerzeugung, später immer stärker Erneuerbaren Energien zu, mit denen es heute seine Energiewende erfolgreich vorantreibt.
In Portugal wurde seither nur wissenschaftlich mit Kernenergie gearbeitet und weiter dazu geforscht, wozu es den Reaktor von 1961 im Institut für Nukleartechnik (Instituto Tecnológico e Nuclear) des IST auf dem Campus Tecnológico e Nuclear in Bobadela bei Sacavém nutzte und weiterentwickelte. Dort arbeiteten im Jahr 2011 noch 300 Menschen, davon 70 forschende Wissenschaftler.
2016 wandte das Land sich endgültig von der Kernenergie ab, als eine Inspektion durch die Internationale Atomenergie-Organisation IAEA Erneuerungsbedarf an den alternden Einrichtungen feststellte, der in der Größenordnung von 10 Mio. Euro lag. Das Land beschloss daraufhin den Ausstieg, schloss eine Vereinbarung mit den USA und der IAEA, und schaltet im Mai 2016 den Reaktor ab. Nach langen Verhandlungen und bürokratischen Vorgängen mit den USA wurden, gegen Zahlung von etwa 600.000 Dollar, im März 2019 alle radioaktiven Brennstäbe und Teile des Reaktors auf einem LKW des Portugiesischen Heeres von gesondert geschulten Militärs nach Tróia verbracht und dort einem US-Schiff übergeben, das alles Material in ihre Einrichtungen im Savannah River Site brachte. Seither wird der Rest des Nuklearforschungsinstituts in Bobadela nach und nach zurückgebaut, unter Mithilfe von Technikern der IAEA und über einen Zeitraum von bis zu zehn Jahren.

## Ruanda
Die ruandische Atomenergiebehörde RAEB schloss 2023 ein Abkommen mit dem deutsch-kanadischen Unternehmen „Dual Fluid“ zum Bau eines Dual-Fluid-Kernreaktors. In der Nähe der Hauptstadt Kigali soll ein Testreaktor von der Größe einer Waschmaschine gebaut werden, der planmäßig innerhalb von drei Jahren in Betrieb gehen soll. Das dort erprobte Reaktorkonzept soll es in der Zukunft ggf. realisierten Leistungsreaktoren ermöglichen, sowohl Natururan als auch vorhandenen Atommüll aus anderen Reaktortypen energetisch zu verwerten.

## Rumänien
Stand März 2025 werden in Rumänien an einem Standort zwei Reaktorblöcke mit einer installierten Nettogesamtleistung von 1.300 MW betrieben. Der erste kommerziell genutzte Reaktorblock ging 1996 in Betrieb, Baubeginn war 1983, dazwischen lagen die Revolution und der Fall des eisernen Vorhangs.

## Russland
2008 deckte Kernenergie etwa 16 % des russischen Strombedarfs.
Wladimir Putin erläuterte am 15. April 2009 die zukünftigen Energie-Pläne seines Landes: Die Erzeugung von Atomstrom sollte ausgebaut, bis ins Jahr 2030 sollten in Russland 26 Reaktoren gebaut werden. Sie sollten von einer Gemeinschaftsfirma (bestehend aus dem staatlichen Konzern Rosatom und Siemens) betrieben werden. Putin avisierte eine Staatshilfe von 1,13 Mrd. Euro für Rosatom. Siemens und Rosatom verfolgten dabei sehr ehrgeizige Ziele: Sie wollten rund ein Drittel des gesamten Weltmarkts für Atomkraftwerke erobern. Als erstes Projekt erwog man einen Meiler in der Umgebung von Kaliningrad (früher „Königsberg“); im Mai 2011 stieg Siemens aus dem Gemeinschaftsprojekt aus, Ende Mai 2013 suspendierte die russische Regierung das Projekt.
Laut Pressemitteilung der russischen Prüf- und Genehmigungsbehörde Glavgosexpertiza wurde Anfang 2018 die Genehmigung für das erste schwimmende Kernkraftwerk Russlands erteilt, die Akademik Lomonossow. Ende April 2018 wurde die Akademik Lomonossow aus ihrem Dock in St. Petersburg geschleppt: das atomgetriebene Schiff sollte über Ost- und Nordsee und den Nordatlantik nach Murmansk jenseits des Polarkreises gebracht werden, dort liegen die größten Teile der russischen Nordflotte, auch die meisten russischen Atom-U-Boote. Die beiden schwimmenden Kernreaktoren sollten dort mit nuklearen Brennelementen bestückt werden. Das Projekt wird wegen damit verbundener Risiken für die Ozeane von Umweltschützern wie Greenpeace heftig kritisiert.

## Saudi-Arabien
Saudi-Arabien plant seit Januar 2015, bis zum Jahr 2040 Kernkraftwerke mit einer Gesamtleistung von 17 GWe am Netz zu haben, unter anderem mindestens zwei südkoreanische SMART-Reaktoren. Die Pläne wurden im September 2023 vom Energieminister bekräftigt. Das Land betreibt auch ein Programm, um sich Fachwissen zum Uranabbau anzueignen. Bis Februar 2025 war kein Baubeginn erfolgt.

## Schweden
Schweden erzeugte 2007 46,1 % seines Stromes aus Kernenergie, 2022 waren es nur noch 29,4 %. Stand November 2023 waren 6 Reaktorblöcke an 3 Standorten im Betrieb. Bis zum Jahr 2045 plant die Regierung einen massiven Ausbau mit etwa 10 weitere Blöcken.

## Schweiz
Derzeit werden in der Schweiz vier Reaktorblöcke an drei Standorten mit einer Gesamtleistung von 3 GW betrieben. Die Kernenergie trägt damit rund 35 Prozent zur Schweizer Gesamtstromerzeugung bei.

## Slowakei
Die Slowakei betreibt 5 Kernkraftwerksblöcke, die zwischen 1984 und 2023 in Betrieb gingen. Diese Blöcke, zwei in Bohunice und drei in Mochovce, besitzen eine Netto-Gesamtleistung von 2151 MW(e) und decken etwa 61 % des slowakischen Strombedarfs.
Drei Blöcke wurden bereits stillgelegt: 1979 wurde ein Block des Kernkraftwerk Bohunice stillgelegt, nachdem es zuvor zu einem Unfall der INES-Stufe 4 gekommen war. Die Slowakei trat zum 1. Mai 2004 der Europäischen Union bei. Während der Verhandlungen vor diesem Beitritt wurde die Abschaltung der zwei ältesten Blöcke vereinbart.
Verbrauchte Brennstäbe werden bei den Kernkraftwerken zwischengelagert. Ein Teil der Stäbe wurde nach Russland exportiert. Die Suche und der Bau eines Endlagers werden von der Slowakei mit etwa 775 Millionen € gefördert.
Im Kernkraftwerk Mochovce sollten die neuen Blöcke 3 und 4 mit jeweils 440 MW ursprünglich bereits 2012 und 2013 fertiggestellt werden. Deren Bau war bereits in den 1980er Jahren begonnen, zwischenzeitlich aber unterbrochen worden. Nach der Wiederaufnahme des Baus 2009 kam es zu Kostensteigerungen von 1,8 auf 3,8 Mrd. Euro sowie einer Verschiebung der Inbetriebnahme auf 2023 und 2024. Im August 2013 hob das oberste slowakische Gericht die Baugenehmigung in letzter Instanz auf. Ungeachtet dessen erließ die slowakische Atomaufsichtsbehörde eine Verfügung, wonach ein Baustopp ausgeschlossen sei. Die Inbetriebnahme von Block 3 erfolgte letztendlich 2023, die von Block 4 war für 2024 vorgesehen.
Die Slowakei verpflichtete sich auf der UN-Klimakonferenz in Dubai 2023 zu einem weiteren Ausbau der Kernenergie.

## Slowenien
In Slowenien ist ein Druckwasser-Atomreaktor am Standort Krško in Betrieb. Er gehört jeweils zur Hälfte Kroatien und Slowenien und deckt etwa 25 % des slowenischen und 15 % des kroatischen Strombedarfs.
| Name  | Block | Reaktortyp         | Status     | Netto- leistung in MW | Brutto- leistung in MW | Inbetrieb- nahme | Abschal- tung (geplant) | Einge- speiste Energie in GWh |
| ----- | ----- | ------------------ | ---------- | --------------------- | ---------------------- | ---------------- | ----------------------- | ----------------------------- |
| Krško | –     | Druckwasserreaktor | In Betrieb | 666                   | 730                    | 2. Oktober 1981  | (2043)                  | 198.652                       |

Nach dem Zerfall Jugoslawiens gab es mehrfach Konflikte um die Frage des Eigentums am KKW. Es wurde gemeinsam von den Teilrepubliken Kroatien und Slowenien errichtet, während sie Teil der Volksrepublik Jugoslawien waren, befand sich jedoch auf slowenischem Boden. Ab 2001 wurde eine Einigung erzielt und beide Staaten sind mit jeweils 50 % beteiligt. Auch wird der Strom seit 2003 wieder jeweils zur Hälfte in die jeweilige Stromwirtschaft eingespeist.
Das Kernkraftwerk Krško, das ursprünglich für den Betrieb bis 2023 geplant war, soll nach Beschluss von 2020 bis mindestens 2043 laufen. Der Betreiber gab 2006 bekannt, in Krško einen weiteren Reaktor bauen zu wollen. Im Jahr 2021 hat Slowenien seine Klimastrategie bis 2050 beschlossen, die sich langfristig auf die Kernenergie stützt. Über den Bau des zweiten Reaktors in Krško, JEK 2, soll bis 2027 entschieden werden.
Atommüll
Die Petzenstollen bei Črna (nahe Kärnten) werden als ein möglicher Standort für ein geplantes Atommülllager erkundet.

## Spanien
Spanien betreibt mit Stand Januar 2023 an 5 Standorten 7 Reaktorblöcke mit einer installierten Nettoleistung von insgesamt 7,123 GW. Der Anteil der Kernenergie an der Gesamtstromerzeugung blieb seit den 1990er Jahren weitestgehend konstant und betrug 21 Prozent im Jahr 2021. Seit 2019 ist geplant, alle Kraftwerke bis 2035 von Netz zu nehmen.

## Südafrika
Das Kernkraftwerk Koeberg in Südafrika ist das einzige auf dem afrikanischen Kontinent. Baubeginn war 1976. Es handelt sich um zwei Reaktoren mit je 940 MW Bruttoleistung, die seit 1984 bzw. 1985 elektrischen Strom liefern. 2010 wurden rund 13 Milliarden kWh produziert, was etwa 5 % des Verbrauchs entspricht.
In dem Staat gab es zudem eine Uran-Anreicherungsanlage in Pelindaba, die aber nach China verkauft wurde. Bezüglich der Kernenergie verfolgte das Land lange Zeit eine Expansionspolitik. Die Planung eines EPR wurde gestrichen, weil die Finanzierung durch den südafrikanischen Energiekonzern Eskom nicht gesichert war. Der geplante Bau eines Hochtemperaturreaktors wurde Anfang 2010 aufgegeben, nachdem 1 Mrd. € investiert waren.
Im September 2014 unterzeichneten die Regierungen Russlands und Südafrikas eine Absichtserklärung zum Bau von bis zu acht Reaktorblöcken mit einer Gesamtleistung von 9,6 GW bis 2030. Im Juli 2018 wurde bekanntgegeben, dass dieses Programm auf Eis gelegt wurde. Südafrikas Präsident Cyril Ramaphosa sei das Programm zu kostspielig, um angesichts knapper Kassen realisiert zu werden. In der Zukunft wolle er aber erneut mit Russland über einen etwaigen Ausbau von Kernkraftwerken in Südafrika verhandeln.

## Südkorea
Südkorea betreibt 24 Kernreaktoren an vier Standorten, die rund 30 % der elektrischen Energie des Landes erzeugen. Mit Stand 2023 plant die Regierung, sechs weitere Reaktoren in Betrieb zu nehmen, und damit den Kernenergieanteil auf 34,6 % zu steigern.

## Taiwan
In Taiwan (der Republik China) wurde die Kernenergie von den 1970er Jahren bis 2025 zur Energieerzeugung genutzt. In den 1970er und 1980er Jahren wurden drei Kernkraftwerke in Betrieb genommen. Seit den 1990er Jahren gab es in Taiwan auch eine organisierte Anti-Atomkraftbewegung, die letztlich verhinderte, dass das schon weitgehend fertiggestellte vierte Kernkraftwerk in Betrieb genommen wurde. Die 2016 mehrheitlich gewählte Regierung der Demokratischen Fortschrittspartei vollendete nach einem entsprechenden Referendum im Jahr 2018 den Atomausstieg Taiwans zum 17. Mai 2025.

## Tschechien
Derzeit (Stand: Dezember 2023) werden in Tschechien an zwei Standorten sechs Reaktorblöcke mit einer installierten Bruttogesamtleistung von 4.130 MW betrieben, die rund 35 Prozent zur Stromerzeugung beitragen. Im Jahr 2022 wurde beschlossen, drei weitere Reaktoren zu bauen. Auf der UN-Klimakonferenz in Dubai 2023 verpflichtete sich das Land dazu, die Kernenergie bis 2050 zu verdreifachen.

## Türkei
Für das erste türkische Kernkraftwerk Akkuyu wurde 2015 der Grundstein gelegt und im April 2018 von Wladimir Putin und Recep Erdoğan der Baustart zelebriert. Der geschätzt 16,2 Mrd. Euro teure Bau wird von Rosatom geleitet. Der erste Reaktor wurde 2023 fertiggestellt. Alle vier Blöcke sollen zwischen 2025 und 2028 ans Netz gehen, und mit ihren 4800 MW elektrischer Leistung rund 10 % des türkischen Strombedarfs decken.

## Ukraine
Stand 2023 betreibt die Ukraine 15 Druckwasserreaktoren vom Typ WWER mit einer Gesamtleistung von 13,1 Gigawatt an vier Standorten und deckt über die Hälfte ihres Strombedarfs mit Kernenergie. Es gibt Absichtserklärungen für den Neubau großer Kernkraftwerke und kleiner, modularer Reaktoren (SMR). Angesichts des russischen Angriffskrieges verstärkte die Ukraine ihre Unabhängigkeitsbemühungen, insbesondere durch Kooperation mit der Westinghouse Electric Company für Brennelementlieferungen. Die sechs Blöcke des Kernkraftwerks Saporischschja sind aufgrund russischer Besatzung seit 2022 abgeschaltet. Gleichzeitig befinden sich die vier RBMKs des Kernkraftwerks Tschernobyl im Rückbau.

## Ungarn
Stand März 2025 werden in Ungarn an einem Standort vier Reaktorblöcke mit einer installierten Nettogesamtleistung von 1.916 MW betrieben.

## Usbekistan
Usbekistan plant mit russischer Hilfe ein Atomkraftwerk östlich von Buxoro zu errichten.

## Vereinigte Arabische Emirate
Im Dezember 2009 beauftragten die Vereinigten Arabischen Emirate ein Konsortium, geführt vom südkoreanischen Stromversorger KEPCO, mit dem Bau eines Kernkraftwerks bestehend aus vier Druckwasserreaktoren (Typ APR-1400) mit einer Nettoleistung von jeweils 1337 MW. Der erste Reaktor wurde im Juli 2012 begonnen. Er ging August 2020 ans Netz. Die übrigen Reaktoren gingen 2021, 2022 bzw. 2024 ans Netz.

## Vereinigte Staaten
Mit der Inbetriebnahme von Watts Bar 1 am 6. Februar 1996 verfügten die Vereinigten Staaten für einige Monate, bis zur Abschaltung von Haddam Neck am 4. Dezember 1996, über 110 Strom produzierende Kernreaktoren (Druckwasserreaktoren und Siedewasserreaktoren), seitdem nimmt diese Anzahl kontinuierlich ab, mit der Abschaltung von Indian Point 3 am 30. April 2021 verblieben nur noch 93. Dies waren jedoch immer noch mehr Kernreaktoren als in jedem anderen Land der Erde, durch den Rückgang in den USA und Ausbau in China wird dieses jedoch in absehbarer Zeit den Spitzenplatz übernehmen. Bisher wurden 41 Reaktoren stillgelegt. Nach der Inbetriebnahme von Vogtle-3 & 4 bis März 2024 sind Stand März 2025 94 Reaktoren am Netz. Der ursprüngliche Baubeginn von Watts Bar-2 war 1972, der Bau wurde jedoch 1985 unterbrochen und 2007 wieder aufgenommen, am 3. Juni 2016, etwas mehr als 44 Jahre nach Baubeginn, wurde der Meiler mit dem Stromnetz synchronisiert. Die Lizenzen von 54 Reaktoren (Stand Juni 2009) wurden von der Nuclear Regulatory Commission auf 60 Jahre Betriebszeit verlängert. Lizenzanträge für weitere 12 Reaktoren waren in Bearbeitung.
Aufgrund der Nuklearkatastrophe von Fukushima veranlasste Barack Obama am 17. März 2011 eine Sicherheitsprüfung aller US-Atomkraftwerke. US-Energieminister Steven Chu hielt an bisherigen Plänen für neue Atomkraftwerke fest. Sicherheitsexperten rechnen jedoch mit Verzögerungen wegen vergleichbarer Sicherheitsrisiken wie in Fukushima. Laut einer Umfrage im Auftrag von CBS News am 22. März 2011, lehnten 50 % (2008: 34 %) der 1022 befragten US-Bürger den Bau neuer Atomkraftwerke in den USA ab, 43 % (2008: 57 %) stimmten ihm zu. Im Februar 2012 wurde erstmals seit 1979 der Bau von zwei neuen Kernreaktoren für das Kernkraftwerk Vogtle genehmigt. Die Reaktoren sollten 2016/2017 ans Stromnetz angeschlossen werden. Aufgrund Schwierigkeiten mit den Neubauprojekten Vogtle und Virgil C. Summer beantragte Westinghouse Ende März 2017 Gläubigerschutz nach Chapter 11, in der Folge wurde der Bau von Virgil C. Summer 3&4 abgebrochen.
2013 kündigten Betreiber an, 5 Kraftwerksblöcke aus wirtschaftlichen Gründen vorzeitig stillzulegen, hierbei handelt es sich um die Kraftwerke Crystal River, Kewaunee, San Onofre 2 und 3 und Vermont Yankee mit einer Nennleistung von zusammen rund 4400 MW. Hintergrund seien niedrige Strompreise, die einem wirtschaftlichen Betrieb der Anlagen im Wege stünden, bis Dezember 2014 war mit Vermont Yankee auch der letzte dieser 5 Reaktoren vom Netz gegangen. Bei 3 der 5 Blöcke hätten zudem technische Probleme Instandsetzungsarbeiten erfordert.
Im August 2015 zog die Ameren Corporation ihren Antrag auf eine Baubewilligung für einen Reaktor in Missouri (Callaway-2) zurück.
Laut Presseberichten vom Mai 2018 hat die US-Raumfahrtbehörde NASA ein wie ein übliches KKW funktionierendes Mini-Kernkraftwerk entwickelt, das z. B. künftige Mars- und Mondbasen mit Strom versorgen soll.

## Vietnam
Im Oktober 2024 teilte der Minister für Industrie und Handel der Nationalversammlung mit, dass der aktuelle Energieentwicklungsplan um Optionen für Kernkraft und Wasserstoff erweitert werden soll. Mit Ländern wie Kanada, Südkorea und Russland seien bereits Gespräche über den Bau von SMRs geführt worden.
Bereits 2009 hatte es eine Bewilligung für den Bau von zwei Anlagen gegeben, die 2016 nach dem Unglück von Fukushima und aufgrund von Budgetbeschränkungen aber wieder aufgegeben wurden.

## Volksrepublik China
In der Volksrepublik China gibt es mit der China General Nuclear Power Group (CGN) und China National Nuclear Corporation (CNNC) zwei große Kernkraftbetreiber. 2016 erzeugte CNNC insgesamt 87,07 TWh Atomstrom.
Die Volksrepublik China hat aufgrund ihres enormen Wirtschaftswachstums einen steigenden Energiebedarf. Der größte Teil der Energie soll durch Kohle und erneuerbare Energien gedeckt werden. Weiterhin sind vier AP1000 im Bau.
Bis Ende 2016 sollte ein schwimmendes KKW entwickelt sein. Die 100-MW-Einheit wird von einem ACP100S-Reaktor mit Energie versorgt. Das Kernkraftwerk kann beispielsweise zur Energieversorgung entlegener Küstenregionen eingesetzt werden.
Nach der Katastrophe von Fukushima rückte die Sicherheit chinesischer Kernkraftwerke in den Fokus; die Regierung verhängte ein Moratorium über den Bau weiterer AKW und ordnete eine Sicherheitsüberprüfung der damals bestehenden 41 Kraftwerke an. Eine Untersuchung des chinesischen Umweltministeriums zeigte, dass bis 2015 etwa 80 Milliarden Yuan (9,7 Milliarden Euro) in den Aus- und Umbau der AKW investiert werden müss(t)en. Die Vielzahl verschiedener Bautypen sei ein Hindernis dabei.
Der Staat plante bis 2020 Kernkraftwerke mit einer installierten Leistung von 58 GW zu bauen. Aufgrund von Problemen mit den komplexen Reaktortypen EPR und AP1000, wurde mit 46,518 GW Nettoleistung im Dezember 2020 dieses Ziel deutlich verfehlt. Stattdessen setzte China auf die 1000-MW-Reaktortypen ACP1000 und ACPR1000 auf Basis des französischen 900-MW-Designs M310. Beide Typen wurden 2015 zum Reaktordesign Hualong One fusioniert.